# Cybill Shepherd
Cybill Shepherd (Memphis, Tennessee, 1950. február 18. –) háromszoros Golden Globe-díjas amerikai színésznő.
Elsőként Peter Bogdanovich Az utolsó mozielőadás (1971) című rendezésében figyelt fel rá a filmes szakma, mellyel – az év színésznő felfedezettjeként – Golden Globe-díjra jelölték. Ezt követte Elaine May The Heartbreak Kid (1972), Martin Scorsese a Taxisofőr (1976) és Woody Allen Alice (1990) című filmje.
1983-ban a The Yellow Rose című sorozatban kapott először fontosabb televíziós szerepet. A sikert A simlis és a szende hozta el számára, melyben 1985–1989 között Bruce Willis partnereként szerepelt. A sorozattal két Golden Globe-díjat nyert, mint legjobb női főszereplő (musical- vagy vígjátéksorozat). Az 1990-es években a Cybill (1995–1998) című szituációs komédia egy harmadik Golden Globe-ot is hozott számára, ugyanebben a kategóriában. 
Egyéb tévés szereplései közé tartozik az L (2007–2009), Psych – Dilis detektívek (2008–2013), valamint az Ügyféllista című 2010-es tévéfilm és az abból készült azonos című, 2012 és 2013 között futó sorozat.
Lánya, Clementine Ford szintén színésznő, az L című drámasorozatban Shepherd karakterének lányát alakította.

## Fiatalkora
1950. február 18-án született Memphisben William Jennings Shepherd és Shobe Micci gyermekeként.
Egyetemi tanulmányait a New York Egyetemen végezte.

## Pályafutása
Karrierje kezdetén fotómodell, manöken volt. 8 évig a L’Oréallal állt szerződésben. 1971 óta szerepel filmekben.

## Magánélete
1978–1982 között David Forddal élt házasságban, 1987–1990 között Bruce Oppenheim volt a férje. Három gyermeke van; Clementine, Molly Ariel és Cyrus Zachariah.

## Filmográfia
| Év   | Magyar cím                   | Eredeti cím                                                   | Szerep                  | Magyar hang        |
| ---- | ---------------------------- | ------------------------------------------------------------- | ----------------------- | ------------------ |
| 1971 | Az utolsó mozielőadás        | The Last Picture Show                                         | Jacy Farrow             | Kadnár Orsolya     |
| 1972 |                              | The Heartbreak Kid                                            | Kelly Corcoran          |                    |
| 1974 |                              | Daisy Miller                                                  | Annie P. 'Daisy' Miller |                    |
| 1975 | Várva várt szerelem          | At Long Last Love                                             | Brooke Carter           | Haumann Petra      |
| 1976 | Taxisofőr                    | Taxi Driver                                                   | Betsy                   | Orosz Helga        |
| 1976 | Taxisofőr                    | Taxi Driver                                                   | Betsy                   | Gubás Gabi         |
| 1976 |                              | Special Delivery                                              | Mary Jane               |                    |
| 1977 |                              | Aliens from Spaceship Earth (dokumentumfilm)                  | önmaga                  |                    |
| 1978 | Az ezüst rejtélye            | Silver Bears                                                  | Debbie Luckman          | Orosz Anna         |
| 1979 | Londoni randevú              | The Lady Vanishes                                             | Amanda Kelly            | Tóth Enikő         |
| 1979 |                              | Americathon                                                   | Gold Girl               |                    |
| 1980 | A titokzatos város           | The Return                                                    | Jennifer                | Zakariás Éva       |
| 1989 | Az ég is tévedhet            | Chances Are                                                   | Corinne Jeffries        | Vándor Éva         |
| 1989 | Az ég is tévedhet            | Chances Are                                                   | Corinne Jeffries        | Kovács Nóra        |
| 1990 |                              | Texasville                                                    | Jacy Farrow             |                    |
| 1990 | Alice                        | Alice                                                         | Nancy Brill             | Csere Ágnes        |
| 1990 | Alice                        | Alice                                                         | Nancy Brill             | Básti Juli         |
| 1990 | Alice                        | Alice                                                         | Nancy Brill             | Molnár Zsuzsa      |
| 1991 |                              | Picture This: The Times of Peter Bogdanovich (dokumentumfilm) | önmaga                  |                    |
| 1991 | Aki kapja, marha             | Married to It                                                 | Claire Laurent          | Prókai Annamária   |
| 1991 | Aki kapja, marha             | Married to It                                                 | Claire Laurent          | Csampisz Ildikó    |
| 1992 | Volt egyszer egy gyilkosság  | Once upon a Crime                                             | Marilyn Schwary         | Menszátor Magdolna |
| 1992 | Volt egyszer egy gyilkosság  | Once upon a Crime                                             | Marilyn Schwary         | Kiss Erika         |
| 1995 | Az utolsó üzenet             | The Last Word                                                 | Kiki Taylor             |                    |
| 1999 | A múzsa csókja               | The Muse                                                      | önmaga                  | Incze Ildikó       |
| 2000 | June vidám élete             | Marine                                                        | June                    |                    |
| 2003 |                              | Easy Riders, Raging Bull (dokumentumfilm)                     | önmaga                  |                    |
| 2004 |                              | Signs and Voices                                              | önmaga                  |                    |
| 2006 |                              | Open Window                                                   | Arlene Fieldson         |                    |
| 2006 | Átkozott szerencse           | Hard Luck                                                     | Cass                    | Kiss Mari          |
| 2009 | Családi kincs, ami nincs     | Barry Munday                                                  | Mrs. Farley             | Menszátor Magdolna |
| 2009 | Egy újabb holdtölte          | Another Harvest Moon                                          | Vickie                  |                    |
| 2009 | Hallgass a szívedre!         | Listen to Your Heart                                          | Victoria                | Kovács Nóra        |
| 2010 | Egy családnál jobb a kettő   | Expecting Mary                                                | Meg                     |                    |
| 2014 |                              | Kelly & Cal                                                   | Bev                     |                    |
| 2014 | Megőrjít a csaj              | She's Funny That Way                                          | Nettie Patterson        | Kovács Nóra        |
| 2015 |                              | Do You Believe?                                               | Teri                    |                    |
| 2017 | Rose útra kel                | Being Rose                                                    | Rose                    | Kovács Nóra        |
| 2020 | Szeretet, szeretet, szeretet | Love Is Love Is Love                                          | Nancy                   |                    |

### Televízió
Tévéfilmek
| Év   | Magyar cím               | Eredeti cím                                        | Szerep            | Magyar hang      |
| ---- | ------------------------ | -------------------------------------------------- | ----------------- | ---------------- |
| 1978 |                          | A Guide for the Married Woman                      | Julie Walker      |                  |
| 1984 | Egy házasember titkai    | Secrets of a Married Man                           | Elaine            | Kovács Nóra      |
| 1985 | Az örökség csábításában  | Seduced                                            | Vicki Orloff      | Básti Juli       |
| 1985 |                          | The Long Hot Summer                                | Eula Varner       |                  |
| 1992 | Memphis, a gyilkos város | Memphis                                            | Reeny Perdew      | Prókai Annamária |
| 1992 | Szélvész nyomozó         | Stormy Weathers                                    | Samantha Weathers |                  |
| 1993 | Megbízás gyilkosságra    | Telling Secrets                                    | Faith Kelsey      | Farkas Zsuzsa    |
| 1993 | Egyszervolt kisfiú       | There Was a Little Boy                             | Julie Warner      |                  |
| 1994 | Gyermekkereskedők        | Baby Brokers                                       | Debbie Freeman    |                  |
| 1994 | Ne bízz senkiben!        | While Justice Sleeps                               | Jody Stokes       |                  |
| 2003 | A siker megszállottja    | Martha, Inc.: The Story of Martha Stewart          | Martha Stewart    |                  |
| 2005 | Detektív                 | Detective                                          | Karen Ainslie     | Pápai Erika      |
| 2005 |                          | Martha: Behind Bars                                | Martha Stewart    |                  |
| 2009 | Nora Roberts: Délidő     | High Noon                                          | Essie McNamara    |                  |
| 2009 |                          | Mrs. Washington Goes to Smith                      | Alice Washington  |                  |
| 2010 | Ügyféllista              | The Client List                                    | Cassie            | Kovács Nóra      |
| 2023 |                          | How to Murder Your Husband: The Nancy Brophy Story | Nancy Brophy      |                  |

Sorozatok
| Év        | Magyar cím                                | Eredeti cím                       | Szerep                  | Megjegyzések                                           |
| --------- | ----------------------------------------- | --------------------------------- | ----------------------- | ------------------------------------------------------ |
| 1983      |                                           | Fantasy Island                    | Liz                     | 1 epizód                                               |
| 1983–1984 |                                           | The Yellow Rose                   | Colleen Champion        | 22 epizód                                              |
| 1983      |                                           | Masquerade                        | Carla                   | 1 epizód                                               |
| 1985–1989 | A simlis és a szende                      | Moonlighting                      | Madelyn 'Maddie' Hayes  | - főszereplő (64 epizód) - magyar hangja: - Básti Juli |
| 1991      |                                           | Which Way Home                    | Karen Parsons           | minisorozat                                            |
| 1995–1998 | Cybill                                    | Cybill                            | Cybill Sheridan         | főszereplő (87 epizód)                                 |
| 2003      | Pimaszok, avagy kamaszba nem üt a mennykő | 8 Simple Rules                    | Maggie néni             | 2 epizód                                               |
| 2004      |                                           | I'm with Her                      | Suzanne                 | 2 epizód                                               |
| 2007–2009 | L                                         | The L Word                        | Phyllis Kroll           | 18 epizód                                              |
| 2008–2013 | Psych – Dilis detektívek                  | Psych                             | Madeline Spencer        | 5 epizód                                               |
| 2008      | Nem ér a nevem                            | Samantha Who?                     | Paula Drake             | 1 epizód                                               |
| 2009      | Gyilkos elmék                             | Criminal Minds                    | Leona Gless             | 1 epizód                                               |
| 2009–2010 |                                           | Eastwick                          | Eleanor Rougement       | 5 epizód                                               |
| 2010      | Haláli testcsere                          | Drop Dead Diva                    | Ellie Tannen            | 1 epizód                                               |
| 2010      | Apa-csata                                 | $♯*! My Dad Says                  | Charlotte Anne Robinson | 1 epizód                                               |
| 2010      |                                           | No Ordinary Family                | Barbara Crane           | 1 epizód                                               |
| 2012–2013 | Ügyféllista                               | The Client List                   | Linette Montgomery      | 23 epizód                                              |
| 2012      | Vérmes négyes                             | Hot in Cleveland                  | April                   | 1 epizód                                               |
| 2012      | Franklin és Bash                          | Franklin and Bash                 | Evanthia Steele         | 1 epizód                                               |
| 2013      | Esküdt ellenségek: Különleges ügyosztály  | Law & Order: Special Victims Unit | Jolene Castille         | 1 epizód                                               |
| 2018      | Comedy Central Roast                      | The Comedy Central Roast          | önmaga                  | 1 epizód                                               |
| 2021      |                                           | Guilty Party                      | Susan Burgess           | 1 epizód                                               |

## Fontosabb díjak és jelölések
| Év   | Jelölt mű             | Díj                     | Kategória                                              | Eredmény | Ref.   |
| ---- | --------------------- | ----------------------- | ------------------------------------------------------ | -------- | ------ |
| 1971 | Az utolsó mozielőadás | Golden Globe-díj        | az év színésznő felfedezettje                          | Jelölve  | [ 8 ]  |
| 1985 | A simlis és a szende  | Golden Globe-díj        | legjobb női főszereplő (musical- vagy vígjátéksorozat) | Elnyerte | [ 8 ]  |
| 1986 | A simlis és a szende  | Golden Globe-díj        | legjobb női főszereplő (musical- vagy vígjátéksorozat) | Elnyerte | [ 8 ]  |
| 1986 | A simlis és a szende  | Primetime Emmy-díj      | legjobb női főszereplő (drámasorozat)                  | Jelölve  | [ 9 ]  |
| 1987 | A simlis és a szende  | Golden Globe-díj        | legjobb női főszereplő (musical- vagy vígjátéksorozat) | Jelölve  | [ 8 ]  |
| 1995 | Cybill                | Golden Globe-díj        | legjobb női főszereplő (musical- vagy vígjátéksorozat) | Elnyerte | [ 8 ]  |
| 1995 | Cybill                | Screen Actors Guild-díj | legjobb szereplőgárda (vígjátéksorozat)                | Jelölve  | [ 10 ] |
| 1995 | Cybill                | Primetime Emmy-díj      | legjobb női főszereplő (vígjátéksorozat)               | Jelölve  | [ 9 ]  |
| 1996 | Cybill                | Golden Globe-díj        | legjobb női főszereplő (musical- vagy vígjátéksorozat) | Jelölve  | [ 8 ]  |
| 1997 | Cybill                | Primetime Emmy-díj      | legjobb női főszereplő (vígjátéksorozat)               | Jelölve  | [ 9 ]  |

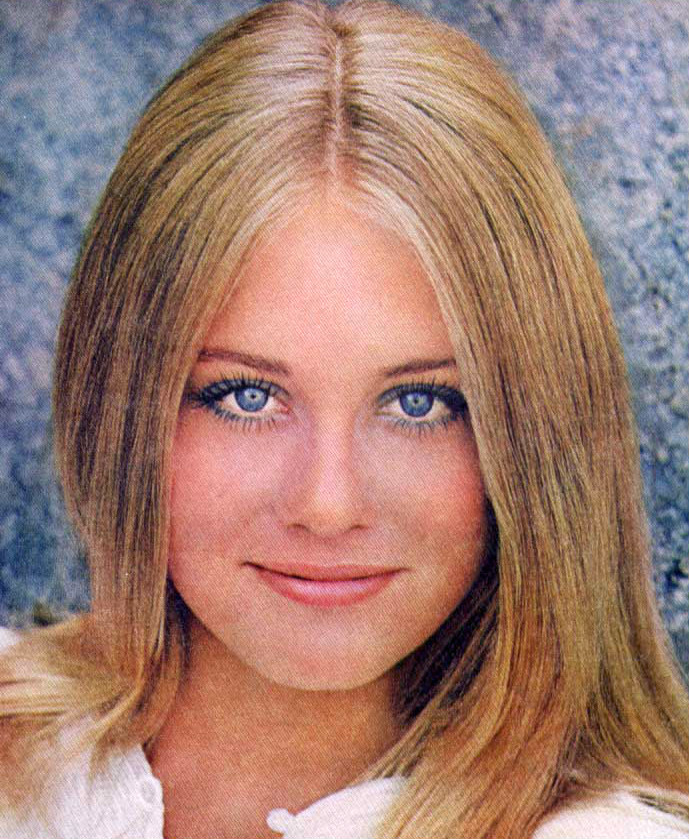
1970-ben

1988-ban kapott saját csillagot a Hollywood Walk of Fame-n.

## Művei
- Cybill Disobedience (Aimée Lee Ball-lal, 2000)